# Народно читалище „Димчо Дебелянов – 1960“
Народното читалище „Димчо Дебелянов – 1960“ е читалище, организирано в новопостроения жк „Ленин“ и носи името на Владимир Ленин до 1993 г., когато е преименувано на поета Димчо Дебелянов.
След проведено допитване до обществеността и с решение № 11 на Столичния общински съвет читалище „Ленин“ сменя името си. Първоначално се започва дейност, без да му е отредено подходящо помещение и без съответстваща материална база. Първите книги за библиотеката са подарени от жители на квартала и от Полиграфическия комбинат „Димитър Благоев“, разположен недалеч от него. През 1961 г. на читалището е предоставена сграда на ъгъла между улица „Цар Иван Асен II“ и булевард „Ситняково“, впоследсвие разрушена поради разширението на алея „Яворов“. Така на читалището вместо тях са предоставени две отдалечени едно от друго помещения. От 1972 г. библиотеката се настанява в сграда, съседна на бившия ресторант „Ропотамо“, а детските школи заемат помещенията на сладкарница „Тинтява“.
За своята активна просветна дейност с Указ № 829 от 11 март 1985 г. НЧ „Димчо Дебелянов“ е наградено с орден „Кирил и Методий“ II степен и почетен знак и грамота от Съюза на офицерите и сержантите от запаса и резерва (2016).

## Читалищна дейност
| Школа по пиано                         |
| Школа по китара                        |
| Школа по солфеж                        |
| Школа по класически балет              |
| Школа по рок и поп пеене               |
| Школа по изобразително изкуство        |
| Хор за стари градски песни „Романтика“ |